# Can Viader (Vilademuls)
Can Viader és una obra del municipi de Vilademuls (Pla de l'Estany) protegida com a Bé Cultural d'Interès Local.

## Descripció
És situada dalt d'un turonet al veïnat de Parets de Dalt. Sobresurt pel seu aspecte de masia catalana i per la seva silueta de casa forta. La família és descendent directa de la casa Pols de Vilademuls que, des del segle XIV, gaudia del privilegi militar i els seus membres formaven part del Reial Estament Militar del Principat de Girona. També és successora de la família Geli. El seu blasó té un camp de gules i una faixa de plata carregada d'un felí passant. A les estances de la casa es conserven imatges, documents i altres objectes de gran valor artístic, històric i heràldic. (www.vilademuls.cat)